# Saint-Pierre (Martinique)
Saint-Pierre város Franciaország egyik tengerentúli megyéjének számító, a Kis-Antillákhoz tartozó Martinique szigetén. Több, mint két évszázadon keresztül kulturális és gazdasági szempontból ez volt a Martinique legfontosabb városa, amelyet a „karibi Párizs” néven is emlegettek. A város közelében található Mont Pelée vulkán 1902. május 8-i kitörése pár perc alatt elpusztította a gazdag és virágzó várost, melynek során közel 30 000 ember vesztette életét. A katasztrófát követően Fort-de-France város vált Martinique adminisztratív, gazdasági és kulturális központjává.

## Története
A várost 1635-ben alapította Pierre Belain d'Esnambuc, egy francia kereskedő és kalandor, mint az első állandó francia kolónia Martinique szigetén. Az 1780-as hurrikán erősen megrongálta a várost, és megölt több mint 9000 embert.

### AMont Peléekitörése
1902. tavaszán a kitörni készülő vulkán heteken át adott "vészjelzéseket". A hegy sűrű kéngázt eregetett a levegőbe, a föld rengett és morajlott. A városlakók érzékelték ezeket, de akkor még nem ismerték a vulkán izzó felhőjének működését. Május 5-én egy robbanás a levegőbe lőtte a krátertó felhevült vizét, mely kiömlött a Riviere Blanche öbölbe, lerombolta egy cukorgyár épületét, és elsüllyesztett egy, a kikötőben álló hajót is. Ezt már komolyan vették Saint-Pierre lakosai, és sokan közülük úgy döntöttek, elhagyják a várost. A város önkormányzata azonban május 10-re írta ki a választásokat, a polgármester pedig a részvételi hiánytól tartva létrehozott egy szervezetet, amelynek feladata az volt, hogy maradásra bírja a polgárokat.

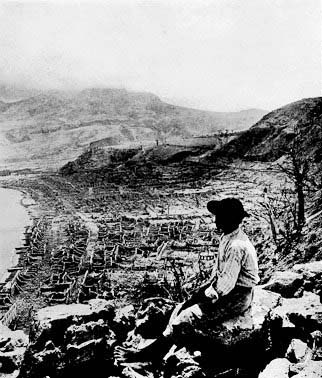
Saint-Pierre maradványai a kitörés után

1902. május 8-án a város nagy része a templomokban gyűlt össze az áldozócsütörtöki misére, és nem figyeltek a vulkánra. A végzetes kitörés reggel 7 óra 52 perckor következett be: valószínűleg két, egymást követő robbanással. A második egy mérges gázzal és izzó hamuval teli felhőt lövellt a levegőbe, amely néhány perc múlva lecsapott a városra. A gáz hőmérséklete elérte a 600–700 C° is - ezt bizonyítják a helyszínen talált megolvadt üvegmaradványok és ruhák. A vulkánkitörés folytán közel 30 000 ember vesztette életét.
A kitörést - néhány, a hajóján tartózkodó tengerészen kívül - csak két ember élte túl: Louis-Auguste Cyparis, akit a város börtönében tartottak fogva, és aki négy napot töltött az épület romjai alatt, mire megmentették, később a "St. Pierre-i fogoly" néven, egy vándorcirkuszban lett ismert. A másik Léon Compère-Léandre, aki a város szélén élt.

### Napjainkban
Saint-Pierre városát soha nem építették újra úgy, ahogy eredetileg állt. Manapság a sziget északi részének legnagyobb városa, ahol megtekinthető számos emlék a vulkánkitörésről, egy ennek szentelt múzeumban.

## Fordítás
- Ez a szócikk részben vagy egészben  a   Saint-Pierre, Martinique című angol Wikipédia-szócikk ezen változatának fordításán alapul.  Az eredeti cikk szerkesztőit annak laptörténete sorolja fel. Ez a jelzés csupán a megfogalmazás eredetét és a szerzői jogokat jelzi, nem szolgál a cikkben szereplő információk forrásmegjelöléseként.